# Kafr Haja
Kafr Haja – wieś w Syrii, w muhafazie Idlib. W 2004 roku liczyła 916 mieszkańców.